# Манилов, Александр Леонидович
Александр Леонидович Манилов (род. 20 мая 1952, Запорожье) — российский военный деятель.

## Карьера
Родился в семье участника ВОВ — капитана-пограничника Манилова Леонида Яковлевича. Мать — Полина Андреевна. В семье было 8 детей. Брат Валерий (1939—2023) — генерал-полковник.
Окончил Московское высшее пограничное командное Краснознаменное училище КГБ при СМ СССР (1973), Высшую школу КГБ СССР (1985), Высшие курсы Военной академии Генерального штаба ВС России (1994), Высшие дипломатические курсы Дипломатической академии МИД России (1999).
В 1973—1990 годах проходил службу на государственной границе. Занимал должности в Закавказском пограничном округе на контрольно-пропускном пункте, заставе, пограничном отряде, работал в управлении пограничного округа, а позже — переведён в Главное управление пограничных войск КГБ СССР.
После распада СССР с образованием Пограничных войск Российской Федерации был назначен на должность заместителя начальника Главного штаба Пограничных войск — начальника информационно-аналитического управления. С 1995 года — заместитель Директора — начальник Международно-договорного департамента ФПС России. С июля 2003 года — заместитель руководителя Пограничной службы ФСБ России.
В 2003—2006 годах курировал работы по обустройству Государственной границы Российской Федерации.
Решением Совета глав правительств СНГ от 25 ноября 2005 года назначен Председателем Координационной службы Совета командующих Пограничными войсками.

## Семья
Женат, имеет сына и двух дочерей.

## Награды
- Почётный пограничник Содружества Независимых Государств.
- Ордена:
  - Орден Александра Невского (Российская Федерация, 2022 год);
  - Орден Дружбы (Российская Федерация, 1998 год);
  - Медаль ордена «За заслуги перед Отечеством» 2 ст. (Российская Федерация, 2005 год);
  - Орден «Содружество» (МПА СНГ, 2010 год);
  - Орден Дружбы (Республика Таджикистан, 2005 год)
  - Орден «Честь и слава» 3 ст. (Республика Абхазия, 2017 год)

- Медали:
  - «За отличие в охране государственной границы СССР» (СССР, 1981 год);
  - «За безупречную службу» 3, 2 и 1 ст. (СССР, 1979, 1984, 1989 годы);
  - «За отличие в воинской службе» 1 ст. (Российская Федерация, 1993 год);
  - «В память 850-летия Москвы» (Российская Федерация, 1997 год);
  - «За ратную доблесть» (МО РФ, 2001 год);
  - «За укрепление таможенного содружества» (ГТК РФ, 2002 год);
  - "За укрепление боевого содружества (ФСБ России, 2003 год);
  - «За укрепление государственной системы защиты информации» (Гостехкомиссия России, 2004 год);
  - "За отличие в пограничной деятельности (ФСБ России, 2012 год);
  - «За заслуги в пограничной деятельности» (ФСБ России, 2017 год); 
«100 лет органам государственной безопасности» (ФСБ России, 2017 год);
  - "За укрепление боевого содружества (МО РФ, 2018 год);
  - Золотая медаль «За содействие» (Федеральная служба по финансовому мониторингу РФ, 2019 год)

- Знаки:
  - «Отличник Пограничных войск» 2 и 1 ст. (ПВ КГБ СССР, 1971 год и 1972 год);
  - «За заслуги в пограничной службе» 2 и 1 ст. (ФПС РФ, 1996 год и 1997 год);
  - «За отличие в охране границ государств — участников СНГ» (СКПВ, 1997 год);
  - «За службу на Кавказе» (ФПС РФ, 1999 год);
  - «За службу в контрразведке» 3 и 2 ст. (ФСБ России, 2007 год и 2011 год);
  - «За укрепление границ государств — участников СНГ» (СКПВ, 2002 год);
  - «Почетный пограничник СНГ» (СКПВ, 2008 год);
  - «За заслуги в области специального строительства» (Спецстрой РФ, 2011 год);
  - «За укрепление военного сотрудничества» (Совет министров обороны СНГ, 2013 год);
  - «За вклад в международное сотрудничество» (МИД России, 2015 год);
  - «За укрепление сотрудничества» (Совет коллективной безопасности ОДКБ, 2022 год)

- Грамоты:
  - Председателя КГБ СССР («За достигнутые положительные результаты в работе по обеспечению надежной охраны государственной границы СССР», 1989 год);
  - Директора ФСБ России («За достигнутые результаты в работе и безупречную службу», 2004 год);
  - Совета МПА СНГ («За активное участие в деятельности МПА СНГ и её органов, вклад в укрепление дружбы между народами государств — участников СНГ», 2007 год);
  - Исполнительного комитета СНГ («За активную работу и большой личный вклад в укрепление внешних границ государств — участников СНГ», 2012 год);
  - Совета глав государств СНГ («За активную и плодотворную работу в органах СНГ и большой личный вклад в развитие сотрудничества Пограничных войск», 2017 год)